# 96 hodin: Zúčtování
96 hodin: Zúčtování (v anglickém originále Taken 3 nebo Tak3n) je francouzsko akční thrillerový film z roku 2014. Režie se ujal Olivier Megaton a scénáře Luc Besson a Robert Mark Kamen. Je to třetí film série 96 hodin. Hlavní role hrají Liam Neeson, Forest Whitaker, Maggie Grace a Famke Janssen. Děj se odehrává tři roky po druhém filmu. Ve Spojených státech měl film premiéru dne 9. ledna 2015, v České republice dne 15. ledna 2015.

## Obsazení
- Liam Neeson jako Bryan Mills
- Forest Whitaker jako inspektor Frank Dotzler
- Maggie Grace jako Kim Mills
- Famke Janssen jako Lenore Mills-St. John
- Dougray Scott jako Stuart St. John
- Sam Spruell jako Oleg Malankov
- Leland Orser jako Sam Gilroy
- Jon Gries jako Mark Casey
- David Warshofsky jako Bernie Harris
- Jonny Weston jako Jimmy
- Don Harvey jako detektiv Garcia
- Dylan Bruno jako detektiv Smith
- Al Sapienza jako detektiv Johnson

## Přijetí

### Tržby
Film vydělal 89,3 milionů dolarů v Severní Americe a 236,5 milionů dolarů v ostatních oblastech, celkově tak vydělal 326,4 milionů dolarů po celém světě. Rozpočet filmu činil 55 milionů dolarů. Za první víkend docílil nejvyšší návštěvnosti, kdy vydělal 39,2 milionů dolarů.

### Recenze
Na recenzní stránce Rotten Tomatoes získal ze 105 započtených recenzí 11 procent s průměrným ratingem 3,5 bodů z deseti. Na serveru Metacritic snímek získal z 30 recenzí 26 bodů ze sta. Na Česko-Slovenské filmové databázi si snímek ke 2. srpnu 2018 drží 56 procent.

### Ocenění a nominace
Maggie Grace za roli získala nominaci na cenu Teen Choice Awards v kategorii nejlepší herečka: akční film. Film získal cenu People's Choice Awards v kategorii nejlepší filmový thriller.